# Victor Orly
Victor Orly (20 de febrero de 1962, Kirovohrad, Ucrania) es un pintor francés, nacido en Ucrania. Actualmente vive en Marsella, Francia desde el 2004. Sus trabajos han sido exhibidos en Francia, Ucrania, Rusia y China. Muchos de sus trabajos se encuentran en colecciones privadas en Francia, Italia, Países Bajos, Ucrania, Rusia, Polonia y China. 
Victor Orly trabaja con diferentes estilos, experimentando con diferentes técnicas, colores y formas.

## Galería

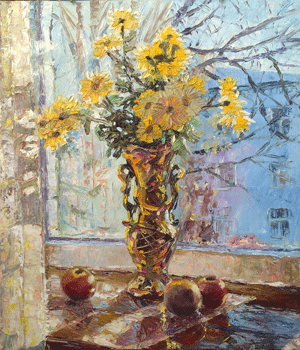
"Crisantemos"
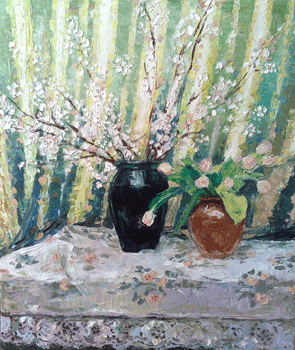
"Primavera"
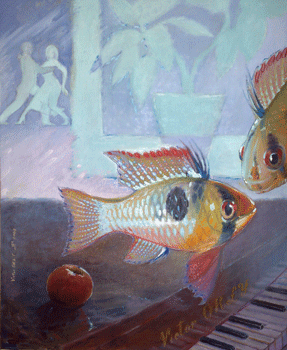
"Vals"
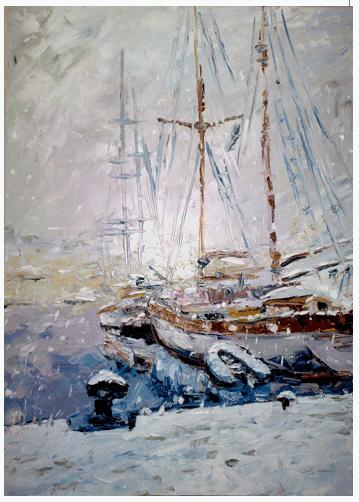
"7 de enero de 2009. Marsella"
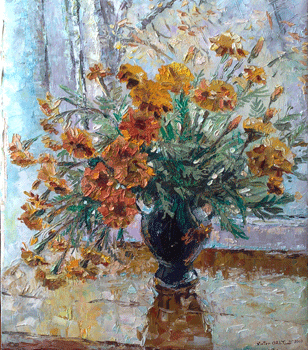
"Otoño Copo"
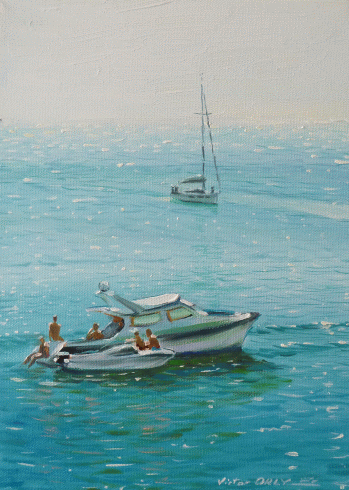
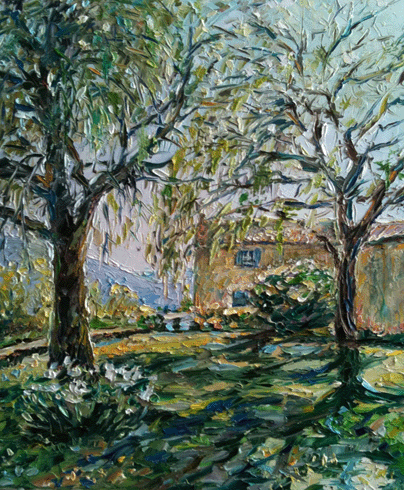
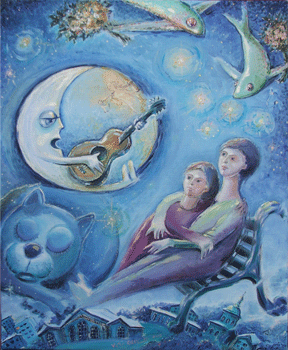
"Luna romántica"
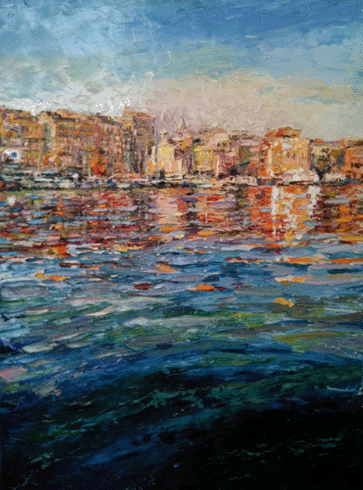
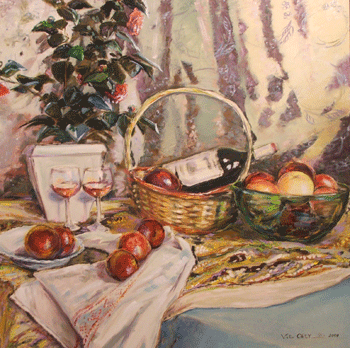
"Vino, Manzanas y Flores"